# Sonja Bertram
Sonja Bertram (ur. 14 września 1984 we Frechen) – niemiecka aktorka.

## Życie prywatne i kariera
Dzieciństwo i wykształcenie
Sonja Bertram jest drugim dzieckiem swoich rodziców. Urodziła się we Frechen (Niemcy). W wieku sześciu lat przeprowadziła się wraz ze swoją rodziną na Górną Bawarię, gdzie dorastała w miejscowości Dießen nad jeziorem Ammersee.
Kariera
Swoją pierwszą rolę w filmie otrzymała w wieku 14 lat jako Marie Ziegler w filmie fabularnym niemieckiej stacji telewizyjnej ProSieben Lieber böser Weihnachtsmann. Później miały miejsce liczne występy gościnne w serialach Der Landarzt, Unser Charly, Für alle Fälle Stefanie, Um Himmels Willen, Siska, Medicopter 117 – Jedes Leben zählt, Die Rosenheimcops, Der letzte Zeuge i SOKO Wismar.
Od 4 października 2010 roku do 2 września 2011 roku grała rolę Caroline „Caro” Eichkamp w serialu Hand aufs Herz, wyprodukowanym przez niemiecką stację telewizyjną SAT.1. Od 2 stycznia do 29 czerwca 2012 roku w Poczdamie-Babelsbergu pracowała na planie telenoweli Wege zum Glück – Spuren im Sand stacji telewizyjnej ZDF. Zagrała rolę Niny Möller, której losy można było śledzić w odcinku 2, a także w odcinkach od 16 do 99.

## Filmografia
- 1999: Lieber böser Weihnachtsmann (Drogi zły Święty Mikołaju)
- 2000: Ein unmöglicher Mann (Niemożliwy facet)
- 2000: Bei aller Liebe (Przy całej sympatii)
- 2001: Der Landarzt (serial)
- 2001: Rechtsanwalt Abel (Mecenas Abel)
- 2001: Unser Charly (serial familijny)
- 2001: Sturmfrei (Wolna chata)
- 2001: Das Schneeparadies (Śnieżny raj)
- 2001: Für alle Fälle Stefanie (serial telewizyjny)
- 2002: Für alle Fälle Stefanie (Na każdy przypadek Stefanie)
- 2003: Um Himmels Willen (Rany boskie!)
- 2003: Siska
- 2003: Medicopter 117
- 2006: Bravo TV Fiction
- 2006: Die Rosenheimcops (Gliniarze z Rosenheim)
- 2007: Der letzte Zeuge (Ostatni świadek)
- 2008: Aktenzeichen XY … ungelöst (Akta XY … niewyjaśnione)
- 2009: SOKO Wismar (serial kryminalny)
- 2010–2011: Hand aufs Herz (Z ręką na sercu)[1]
- 2012: Wege zum Glück – Spuren im Sand (Drogi do szczęścia – ślady w piasku)
- 2013: Letzte Spur Berlin
- 2015: Tod den Hippies!! Es lebe der Punk
- 2015: Inga Lindström – Elin und die Anderssons
- 2016: Chaos-Queens: Für jede Lösung ein Problem
- 2017: Das Traumschiff: Tansania